# Nam chim

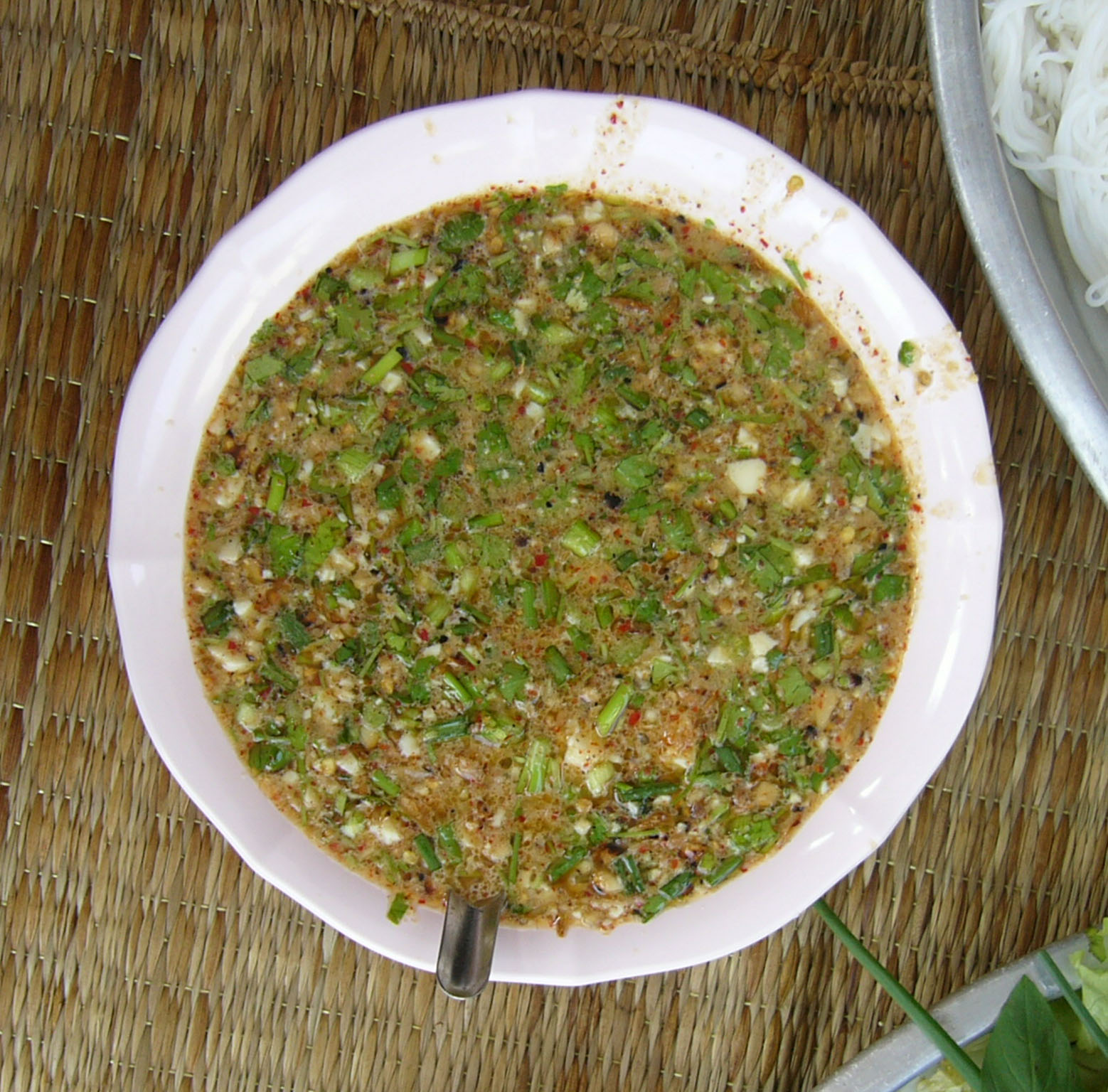
Nam chim paesa

Nam chim o nam jim (en tailandés: น้ำจิ้ม, AFI: [ná(ː)m tɕîm]) es el nombre tailandés para referirse a la salsa para mojar. También puede llamarse a una amplia variedad de salsas para mojar en la cocina tailandesa, y muchas de ellas son una combinación de sabores salado, dulce, picante y ácido.
El nam chim tiende a tener una consistencia más acuosa y líquida que el nam phrik (pastas de chile tailandesas). Aunque la salsa Sriracha se conoce comúnmente como sot Sriracha en Tailandia, a veces se la llama nam chim Sriracha o nam phrik Sriracha.
Un nam chim más o menos genérico y básico se usa para los platos de mariscos a la parrilla o al vapor. Esta salsa contiene generalmente ajo, salsa de pescado, azúcar, jugo de limón y chiles ojo de pájaro. Las variaciones de esta receta básica encuentran su uso como dips y como parte integral de muchos platos. Muchos de los ingredientes de un nam chim se cortan finamente o se machacan en un mortero o, de una forma no tradicional, se muelen en una licuadora.

## Variantes
Nam chim kai (en tailandés: น้ำจิ้มไก่): es una variedad de la salsa de chile dulce, que es una salsa para mojar de chile muy común con la consistencia de un almíbar espeso. Es medianamente picante y muy dulce, normalmente conocido como "salsa dulce de chile tailandés". A menudo se usa como salsa para mojar el pollo a la parrilla (kai yang). Se puede utilizar como salsa de chile genérica para otros platos. Forma la base de algunos otros tipos de nam chim, como nam chim thot man pla ("salsa para mojar pasteles de pescado fritos").
Nam chim chaeo ( en tailandés: น้ำจิ้มแจ่ว): utilizando arroz glutinoso tostado, esta salsa se come con mayor frecuencia con mu yang/mu ping (cerdo a la parrilla) o kai yang (pollo a la parrilla).
Nam chim sate (en tailandés: น้ำจิ้มสะเต๊ะ) es la versión tailandesa de salsa de maní; se come con otro plato tailandés, satay.
Achat (en tailandés: อาจาด) es la versión tailandesa del acar timun, que son encurtidos de pepino, malayo y/o indonesio. La variedad consiste en pepino fresco picado, cebolleta y chile, mezclado con vinagre. Por lo general, se sirve con nam chim sate como salsa para satay.
Nam chim suki ( en tailandés: น้ำจิ้มสุกี้ ) se come con suki tailandés (la versión tailandesa de la olla caliente china) y mu kratha. Los ingredientes principales son salsa de ají, ajo y semillas de sésamo.

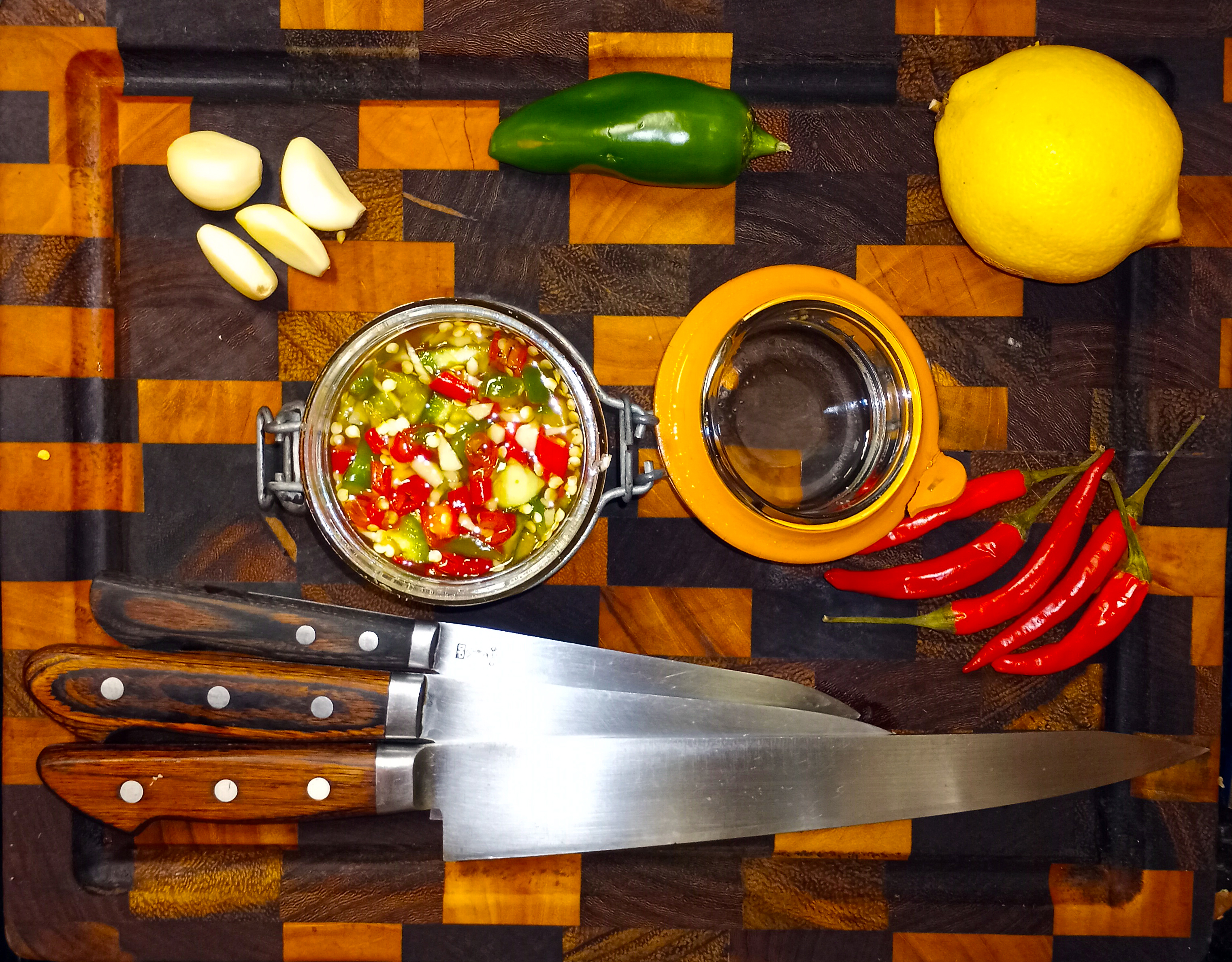
Nahm Jim

Nam chim taochiao ( en tailandés: น้ำจิ้มเต้าเจี้ยว), que contiene pasta de soja amarilla (taochiao), se come con khao man kai.
Nam chim thale (en tailandés: น้ำจิ้มทะเล ) es una salsa básica hecha con ajo, salsa de pescado, jugo de lima, azúcar y chiles, generalmente se come con mariscos a la parrilla o al vapor.
Nam chim thot man (en tailandés: น้ำจิ้มทอดมัน), servido como salsa con thot man pla (pasteles de pescado frito), es similar al nam chim kai pero con pepino picado, maní triturado y hojas de cilantro (cilantro). Sin embargo, para el man kung o pu (camarones fritos o pasteles de cangrejo), se proporciona una salsa de ciruela muy dulce.
Nam chim paesa (en tailandés: น้ำจิ้มแป๊ะซะ) se sirve como salsa para pescado al vapor envuelto en hojas de col al vapor.